# Eubordeta moinieri
Eubordeta moinieri là một loài bướm đêm trong họ Geometridae.